# Lluïsos de Gràcia

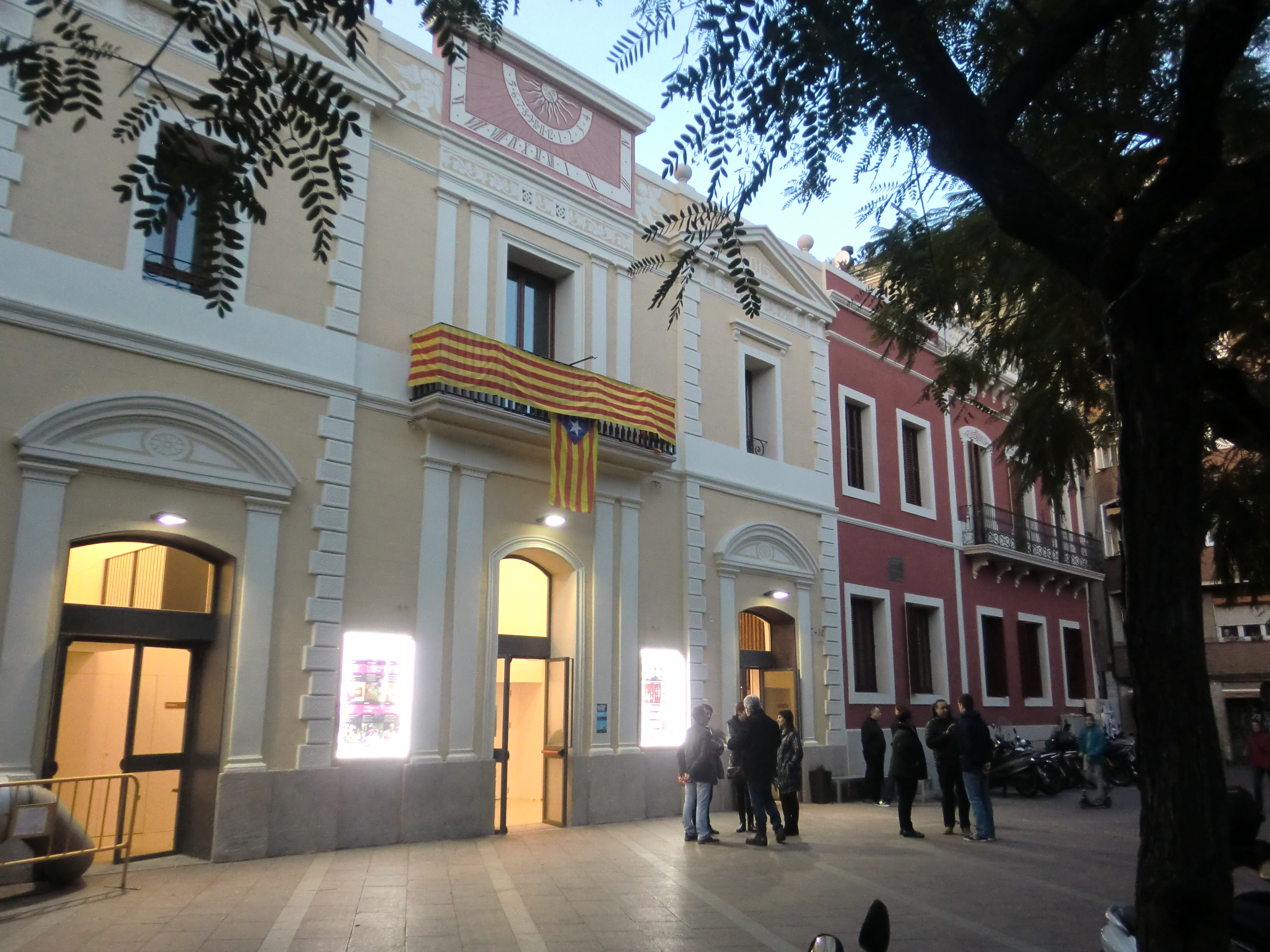
Sede de los Lluïsos de Gràcia en la Plaça del Nord en Gracia.

Los Lluïsos de Gràcia (en español, Luíses de Gracia) es una asociación cultural y deportiva catalana sin ánimo de lucro del barrio de Gracia de Barcelona fundada en 1855. Los objetivos básicos de esta entidad son la formación de los jóvenes y los niños en su tiempo libre y ofrecer a los adultos actividades que puedan servir para su formación y su ocio.

## Secciones de la asociación
Los Lluïsos de Gràcia tienen diferentes secciones para niños que trabajan valores socializadores, de respeto y de crecimiento a través de actividades culturales (como el teatro o el canto coral, deportivas (como el baloncesto o el tenis de mesa) y de ocio (con el centro recreativo y el club excursionista).

### Sección de baloncesto

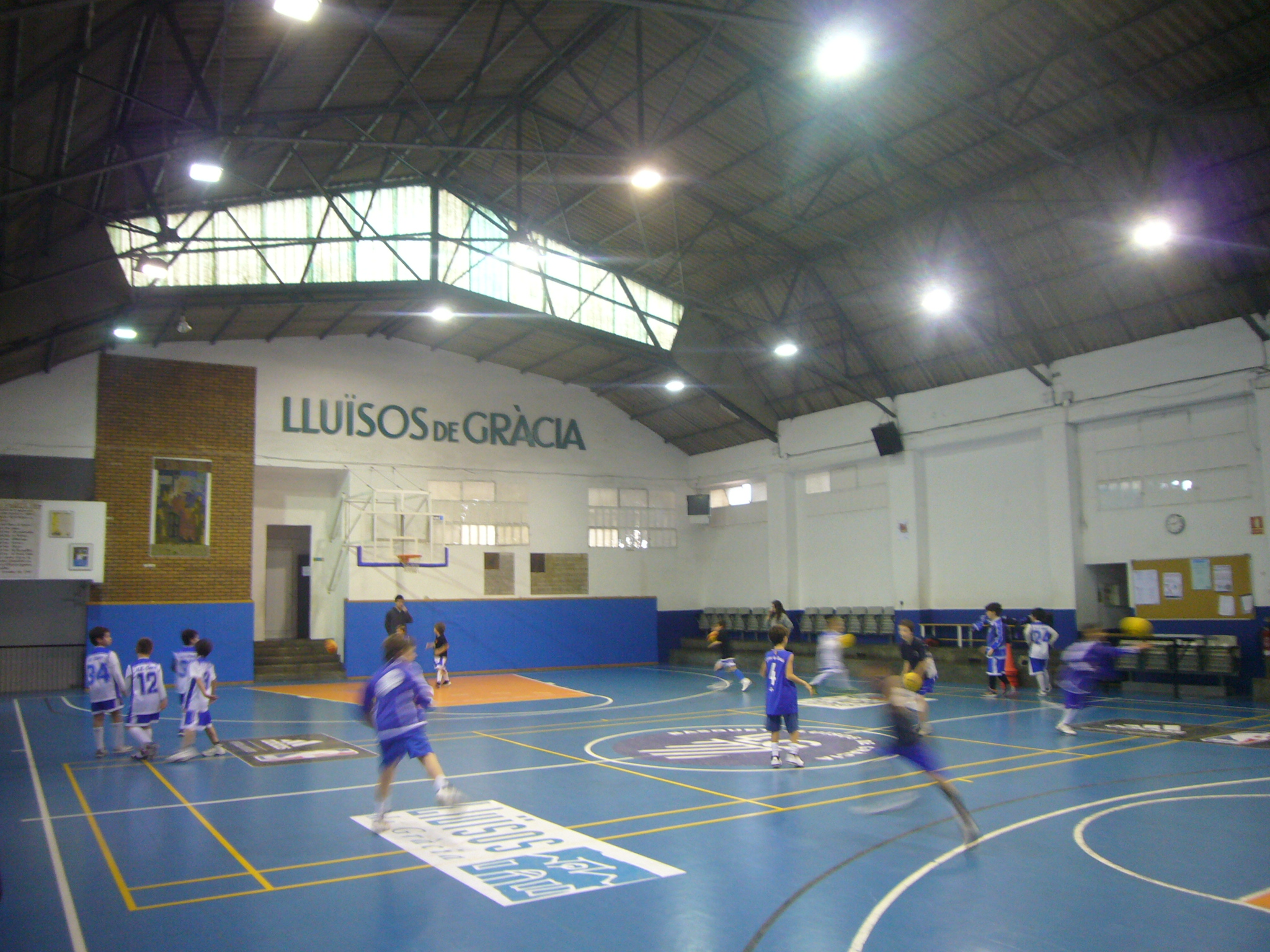
Pista de los Lluïsos de Gràcia, inaugurada en 1962.

La sección de baloncesto de los Lluïsos de Gràcia se fundó en 1945 y empezó a participar en campeonatos de la Federación Catalana de Baloncesto en 1958. Existe también una escuela de baloncesto cuyos equipos juegan en la pista de los Lluïsos de Gràcia que fue la primera pista cubierta de la ciudad de Barcelona cuando se inauguró el 6 de octubre de 1962. En la actualidad, el primer equipo masculino juega en la Liga EBA del Grupo C y el equipo femenino juega en el Grupo 4 de la Copa Catalunya. Uno de sus principales rivales es el CB Pedagogium, aunque actualmente se encuentra en un período de desaparición debido a la licitación de su pequeño pavellón deportivo.

### Sección coral

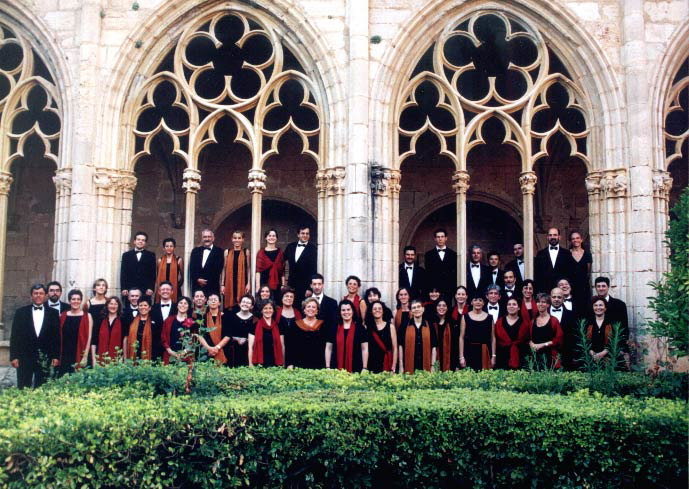
La Coral Cantiga en el Monasterio de Santes Creus.

La sección coral de los Lluïsos de Gràcia se fundó en 1961 bajo el nombre de Coral Cantiga. Habitualmente realiza conciertos a capella o con instrumentos y, en ocasiones especiales, ha realizado otro tipo de espectáculos entre los que destacan:
- Alma ausente (1998)[2]

Propuesta poética y musical basada en textos de Federico García Lorca en motivo del centenario de su nacimiento con canciones, recital de poesía, guitarra y danza poética.
- Suite Tirius (1999)

Estreno mundial de esta pieza de Feliu Gasull en el Palacio de la Música Catalana.
- Gent de bella anomenada (2002)[3]

Sobre poesía catalana, de Ausiàs March a Salvador Espriu en el marco del Festival Grec en la Plaça del Rei de Barcelona.
- Poema de Nadal (2003)

Obra de Josep Maria de Sagarra con la participación de Esteve Polls.
- Caloma. Des de Mallorca a L'Alguer (2003)[4]

Los Lluïsos de Gràcia acompañaron a Maria del Mar Bonet en este espectáculo en el Teatre Nacional de Catalunya.

### Club excursionista
El club excursionista de los Lluïsos de Gràcia, Agrupament Escolta Lluïsos de Gràcia, se fundó en 1957. Forma parte de Minyons Escoltes i Guies de Catalunya y en 2007 recibió la Medalla de Honor de Barcelona.

### Centro recreativo
El centro recreativo de los Lluïsos de Gràcia se fundó en 1939 por Mossèn Muñoz con el nombre Esplai GMM. Es miembro de Esplac.